# Superman Family
Superman Family fu una serie della DC Comics cominciata nel 1974 e finita nel 1982 in cui si presentavano storie i cui protagonisti erano personaggi comprimari dei fumetti di Superman. Il termine "Superman Family" è spesso utilizzato per riferirsi all'esteso cast di personaggi dei fumetti con protagonista Superman.

## Il fumetto
Superman Family era una fusione dei titoli di Superman's Girl Friend, Lois Lane e Superman's Pal Jimmy Olsen, insieme alla prima serie di Supergirl, diventando, quindi, quasi immediatamente il titolo di punta della DC con le vendite più elevate. Il primo numero, n. 164, prese la sua numerazione da Jimmy Olsen, che aveva raggiunto il numero 163 e così ebbe la maggiore pubblicazione dei numeri (Lois Lane terminò con il numero 137, mentre il lancio del nuovo fumetto Supergirl arrivò solo fino al n. 10).
Superman Family affrontò due fasi distinte. All'inizio, il trio di guida era formato dalle nuove storie a rotazione di ogni numero di Jimmy Olsen, Lois Lane e Supergirl, con all'interno le ristampe degli altri personaggi. Nel 1976, Superman Family divenne il primo Dollar Comic da 80 pagine della DC Comics, consistente di 64 pagine di storie nuove. Nel 1977, cominciando con il n. 182, gli "elementi strutturali" furono rimossi dalle copertine, e i fumetti cominciarono a mostrare nuove storie. Divenne una serie mensile nel 1980 cominciando con il n. 207.
Altre storie pubblicate con quelle di Lois Lane (nei n. 166, 169, 172, 175, 178, e dal n. 181 al n. 222), Supergirl (nei n. 165, 168, 171, 174, 177, 180, e dal n. 182 al n. 222), e Jimmy Olsen (nei n. 164, 167, 170, 173, 176, 179, e dal n. 182 al n. 222), inclusero:
- Superboy (n. 182, e dal n. 191 al n. 196) - Le avventure del Superman adolescente di Terra-1. Questa serie continuò da Adventure Comics n. 458 e lo portò ad una sua serie personale nel 1980, The New Adventures of Superboy.
- La Vita Privata di Clark Kent - (dal n. 195 al n. 199 e dal n. 201 al n. 215) - le avventure di Clark Kent in cui il personaggio utilizza i suoi poteri senza diventare Superman. Questo fumetto continuò staccandosi da Superman dopo il n. 328 della serie.
- Mr. e Mrs. Superman (dal n. 195 al n. 199, e dal n. 201 al n. 222) - Le avventure di Superman di Terra-2 e di sua moglie, Lois. Questa serie si staccò da Superman dopo il n. 329 della serie.
- Krypto (dal n. 182 al n. 192) - Le avventure del cane di Superman.
- Nightwing e Flamebird - (dal n. 182 al n. 194) - Le avventure del secondo team di eroi di Nightwing e Flamebird nella città imbottigliata di Kandor.

## Altre famiglie
La DC Comics pubblicò molte storie di altre "famiglie" concorrenti della Superman Family. Queste inclusero la Batman Family (1975-1978), la Super-Team Family (1975-1978) e la Tarzan Family (1975-1976). Come regola, le "famiglie" della DC contenevano più che altro delle ristampe, e presentarono delle pagine in più (ad un prezzo più alto) dei normali fumetti della DC. (Anni dopo, la Marvel Comics rese omaggio alle Famiglie della DC con la sua Spider-Man Family del 2004).
Nel 1982, con il n. 222, la serie Superman Family fu cancellata per fare posto a Daring New Adventures of Supergirl, che presentò per brevissimo tempo una serie di ristampe di Lois Lane. La Doom Patrol comparve insieme a Supergirl in un numero di entrambe le serie.